# دی‌بنزوئیل‌متان
دی‌بنزوئیل‌متان (به انگلیسی: Dibenzoylmethane) با فرمول شیمیایی C۱۵H۱۲O۲ یک ترکیب شیمیایی با شناسه پاب‌کم ۸۴۳۳ است. که جرم مولی آن ۲۲۴٫۲۵ g/mol می‌باشد. 